# Cameron Sinclair
Cameron Sinclair (Londres, 1973) és un arquitecte, cofundador d'Architecture for Humanity.

## Educació i la vida personal
Nascut i criat al sud-est de Londres va estudiar a l'Escola Kingswood de Bath. A mitjan dècada dels anys 90 del segle xx Sinclair es va formar com a arquitecte a la Universitat de Westminster i l'Escola Bartlett d'Arquitectura de la University College London. Després d'haver desenvolupat un interès en el disseny social, cultural i humanitari, la seva tesi de postgrau es va centrar a proporcionar refugi a persones sense llar de Nova York a través de l'habitatge sostenible i de transició. Aquesta tesi va servir de base per a la fundació de Architecture for Humanity. Aquesta organització sense ànim de lucre, va ser fundada per Sinclair l'abril de 1999 i ha crescut fins a incloure a 90.000 professionals del disseny, 5 oficines arreu del món i 70 seus en diferents ciutats de catorze països. El 2008 a la Universitat de Westminster, Sinclair va rebre un doctorat honoris causa pels seus serveis a la professió.

## Carrera professional
Després de graduar-se a la universitat el 1997, Sinclair es va traslladar a Nova York, on va treballar com a dissenyador per a la firma ‘Steve Blatz Architects», Christidis Lauster Radu Architects i Gensler.
L'abril de 1999, Sinclair cofunda Architecture for Humanity, amb Kate Stohr, una organització benèfica que desenvolupa solucions d'arquitectura i disseny a les crisis humanitàries, i proporciona serveis pro bono de disseny i construcció de les comunitats necessitades. L'organització ha treballat en quaranta-vuit països en projectes que van des d'escoles, centres de salut, habitatges assequibles fins a la reconstrucció a llarg termini. Entre els projectes destacats hi ha la reconstrucció després del tsunami de 2011 al Japó, 2010 terratrèmols a Haití i Xile, l'huracà Katrina i el tsunami del sud d'Àsia de 2004.
El 2006, Sinclair i Stohr van publicar un compendi sobre el disseny amb consciència social, titulat ‘’Design Like You Give A Damn: Architectural Responses to Humanitarian Crises'’. El 2012 van llançar el seu segon llibre, titulat ’’Design Like You Give A Damn [2]: Building Change From The Ground Up’’
Sinclair és un conferenciant habitual i col·laborador habitual de diferents universitats, així com ha contribuït a una sèrie d'exposicions relacionades amb la justícia social i el disseny. Ha parlat en diverses conferències internacionals sobre el desenvolupament sostenible i la reconstrucció posterior als desastres. En els últims anys ha donat classes a Nova Zelanda, Espanya (va visitar la Universitat Internacional de Catalunya el gener de 2011), Japó i Estats Units.
El 2011, Sinclair va ser designat per l'Administració d'Obama per servir com a membre del Comitè Consultiu d'Ajuda Voluntària de Relacions Exteriors (ACVFA) per centrar-se en noves maneres de reformar l'ajuda internacional.

## Premis
Sinclair va ser guanyador del premi TED el 2006, formulant com a desig la creació d'una comunitat codi obert) en xarxa dedicada a l'intercanvi de solucions innovadores i sostenibles de disseny. Fruit d'aquest desig es va crear l'Open Architecture Network, la primera xarxa per millorar les
condicions de vida de comunitats necessitades. Ha rebut el Premi Nacional de Disseny, és membre honorari vitalici de la Royal Society of Arts, i és un dels Youth leaders del Fòrum Econòmic Mundial.